# Oberwerba
Oberwerba ist eine ehemalige Gemeinde die seit 1970 Teil des Stadtteils Ober-Werbe der Stadt Waldeck im nordhessischen Landkreis Waldeck-Frankenberg ist.

## Geschichte

### Ortsgeschichte
Die älteste erhaltene Erwähnung vom „Werbe“ stammt aus der Zeit von 1124. Erstmals im Jahr 1206 werden die Orte villa Werbe und Nieder-Werbe getrennt geführt, was auf die Existenz von Ober-Werbe schließen lässt.
Die Geschichte des Ortes ist eng mit dem dortigen Kloster verbunden. Zwischen 1590 und 1970 war der Ort geteilt, in Ober-Werbe, das zur Grafschaft Waldeck und Oberwerba, das zur Herrschaft Itter gehörte. Die natürliche Grenze war die Werbe.
Die Landesherrschaft über „Herrschaft Itter“ übten das Haus Hessen aus. Anfangs Hessen-Marburg, dann Hessen Kassel und schließlich Hessen-Darmstadt das 1806 zum Großherzogtum Hessen wurde.
Dort lag Oberwerba in dessen Provinz Oberhessen. Nach Auflösung der Ämter im Großherzogtum 1821 gehörte es zum Landratsbezirk Vöhl und zum Bezirk des Landgerichts Vöhl. Die Gemeinde gehörte zu den Landesteilen, die das Großherzogtum nach dem verlorenen Krieg von 1866 mit dem Friedensvertrag vom 3. September 1866 an Preußen abtreten musste. Dort wurde es dem Landkreis Frankenberg und dem Amtsgericht Vöhl zugeordnet.
Hessische Gebietsreform (1970–1977)
Im Zuge der Gebietsreform in Hessen fusionierten  am 31. Dezember 1970 die bis dahin selbständigen Gemeinden Oberwerba (Landkreis Frankenberg) und Ober-Werbe (Landkreis Waldeck) auf freiwilliger Basis zur neuen Gemeinde „Ober-Werbe“ (Landkreis Waldeck).
Am 1. Januar 1974 wurde die Gemeinde Ober-Werbe kraft Landesgesetz in die Stadt Waldeck eingemeindet. Dadurch wurde Ober-Werbe ein Stadtteil von Waldeck. Für Ober-Werbe und die anderen Stadtteile wurden Ortsbezirke mit Ortsbeirat und Ortsvorsteher nach der Hessischen Gemeindeordnung gebildet.
Zur weiteren Entwicklung siehe Ober-Werbe.

### Verwaltungsgeschichte im Überblick
Die folgende Liste zeigt die Staaten und Verwaltungseinheiten, denen Oberwerba angehört(e):
- 1527 und später: Heiliges Römisches Reich, Grafschaft Waldeck, Amt Waldeck
- 1590: Bei der Festlegung der waldeckisch-itterschen Grenze, die entlang des Werbebaches verläuft, fällt Oberwerbe mit dem Klosterkomplex an die Grafschaft Waldeck. Der ehemals mainzische Anteil an der Herrschaft Itter auf der anderen Seite der Werbe, Oberwerba, fällt hingegen an die Landgrafschaft Hessen-Marburg.
- 1604–1648: strittig zwischen Hessen-Kassel und Hessen-Darmstadt (Hessenkrieg)[7]
- ab 1604: Heiliges Römisches Reich, Landgrafschaft Hessen-Kassel, Amt Herrschaft Itter
- ab 1627: Heiliges Römisches Reich, Landgrafschaft Hessen-Darmstadt, Oberfürstentum Hessen, Amt Herrschaft Itter[8][9]
- ab 1806: Großherzogtum Hessen,[Anm. 2] Fürstentum Oberhessen, Amt Herrschaft Itter[10]
- ab 1815: Großherzogtum Hessen, Provinz Oberhessen, Amt Herrschaft Itter[11]
- ab 1821: Großherzogtum Hessen, Provinz Oberhessen, Landratsbezirk Vöhl[Anm. 3]
- ab 1848: Großherzogtum Hessen, Regierungsbezirk Biedenkopf
- ab 1852: Großherzogtum Hessen, Provinz Oberhessen, Kreis Vöhl
- ab 1867: Norddeutscher Bund, Königreich Preußen,[Anm. 4] Provinz Hessen-Nassau, Regierungsbezirk Kassel, Kreis Frankenberg[9]
- ab 1871: Deutsches Reich, Königreich Preußen, Provinz Hessen-Nassau, Regierungsbezirk Kassel, Kreis Frankenberg
- ab 1918: Deutsches Reich (Weimarer Republik), Freistaat Preußen, Provinz Hessen-Nassau, Regierungsbezirk Kassel, Kreis Frankenberg
- ab 1942: Deutsches Reich, Provinz Hessen-Nassau, Regierungsbezirk Kassel, Landkreis Frankenberg
- ab 1944: Deutsches Reich, Freistaat Preußen, Provinz Kurhessen, Landkreis Frankenberg
- ab 1945: Amerikanische Besatzungszone,[Anm. 5] Groß-Hessen, Regierungsbezirk Kassel, Landkreis Frankenberg
- ab 1946: Amerikanische Besatzungszone, Hessen, Regierungsbezirk Kassel, Landkreis Frankenberg
- ab 1949: Bundesrepublik Deutschland, Hessen, Regierungsbezirk Kassel, Landkreis Frankenberg
- ab 1971: Bundesrepublik Deutschland, Hessen, Regierungsbezirk Kassel, Landkreis Waldeck, Gemeinde Ober-Werbe[Anm. 6]
- ab 1974: Bundesrepublik Deutschland, Hessen, Regierungsbezirk Kassel, Landkreis Waldeck-Frankenberg, Stadt Waldeck[Anm. 7]

### Einwohnerentwicklung
- 1585: 10 Haushaltungen[1]
- 1791: 79 Einwohner[12]
- 1800: 78 Einwohner[13]
- 1806: 84 Einwohner, 13 Häuser[10]
- 1829: 93 Einwohner, 24 Häuser[14]

| Oberwerba: Einwohnerzahlen von 1791 bis 1967 | Oberwerba: Einwohnerzahlen von 1791 bis 1967 | Oberwerba: Einwohnerzahlen von 1791 bis 1967 | Oberwerba: Einwohnerzahlen von 1791 bis 1967 | Oberwerba: Einwohnerzahlen von 1791 bis 1967 |
| --- | -------------------------------------------- | -------------------------------------------- | -------------------------------------------- | -------------------------------------------- |
| Jahr |                                              |                                              |                                              | Einwohner                                    |
| 1791 | 1791                                         |                                              | 79                                           | 79                                           |
| 1800 | 1800                                         |                                              | 78                                           | 78                                           |
| 1806 | 1806                                         |                                              | 84                                           | 84                                           |
| 1829 | 1829                                         |                                              | 93                                           | 93                                           |
| 1834 | 1834                                         |                                              | 101                                          | 101                                          |
| 1840 | 1840                                         |                                              | 99                                           | 99                                           |
| 1846 | 1846                                         |                                              | 93                                           | 93                                           |
| 1852 | 1852                                         |                                              | 100                                          | 100                                          |
| 1858 | 1858                                         |                                              | 109                                          | 109                                          |
| 1864 | 1864                                         |                                              | 104                                          | 104                                          |
| 1871 | 1871                                         |                                              | 103                                          | 103                                          |
| 1875 | 1875                                         |                                              | 92                                           | 92                                           |
| 1885 | 1885                                         |                                              | 91                                           | 91                                           |
| 1895 | 1895                                         |                                              | 78                                           | 78                                           |
| 1905 | 1905                                         |                                              | 92                                           | 92                                           |
| 1910 | 1910                                         |                                              | 90                                           | 90                                           |
| 1925 | 1925                                         |                                              | 84                                           | 84                                           |
| 1939 | 1939                                         |                                              | 79                                           | 79                                           |
| 1946 | 1946                                         |                                              | 108                                          | 108                                          |
| 1950 | 1950                                         |                                              | 100                                          | 100                                          |
| 1956 | 1956                                         |                                              | 74                                           | 74                                           |
| 1961 | 1961                                         |                                              | 70                                           | 70                                           |
| 1967 | 1967                                         |                                              | 61                                           | 61                                           |
| Datenquelle: Historisches Gemeindeverzeichnis für Hessen: Die Bevölkerung der Gemeinden 1834 bis 1967. Wiesbaden: Hessisches Statistisches Landesamt, 1968. |                                              |                                              |                                              |                                              |

### Religionszugehörigkeit
| Quelle: Historisches Ortslexikon |                                                                    |
| • 1885:                          | 91 evangelische (= 100,00 %) Einwohner                             |
| • 1961:                          | 68 evangelische (= 97,14 %), zwei katholische (= 2,86 %) Einwohner |